# Nicolas Outine
Nikolaï Issaakovitch Outine (en russe : Николай Исаакович Утин), francisé en Nicolas Outine, né le 8 août 1841 à Kherson dans l'Empire Russe et mort le 1er décembre 1883 à Saint-Pétersbourg est un révolutionnaire et précurseur marxiste russe.

## Biographie
Nicolas Outine nait le 8 août 1841 à Kherson dans l'Empire Russe. Son père est un millionnaire russe, et Outine vit de rentes issues du commerce d'alcool.
Il devient membre du mouvement Zemlia i volia et participe aux mouvements d'agitation étudiantes en Russie. Poursuivi, il s'enfuit en Suisse à Vevey en 1864, et est condamné à mort par contumace.
Dans un premier temps, il devient proche de l'anarchiste Mikhaïl Bakounine, qui lui délègue la direction du journal Narodnoïe delo (La cause du peuple) avec Élisabeth Dmitrieff. Il dirige le journal de 1868 à 1870.
Apprécié dans la communauté des expatriés russes révolutionnaires, il participe à la fondation de la section russe de l'Association internationale des travailleurs avec Elisabeth Dmitrieff également. La section compte Anna Jaclard dans ses rangs.
Il est également le rédacteur en chef du journal de la Fédération romande l'Égalité
Il se détourne de Bakounine et rejoint ensuite le camp marxiste de Karl Marx,. Il est apprécié dans la communauté des jeunes expatriés russes révolutionnaires.
Le 17 avril 1871, il écrit à Karl Marx ses interrogations sur l'opportunité de rejoindre la Commune de Paris, mouvement qu'il ne rejoint pas. Proche d'Élisabeth Dmitrieff, retournée en Russie après les évènements de la Commune de Paris, il est averti par Ekaterina Barteneva et son mari Victor que le compagnon de Dmitrieff, Ivan Davidovski, a été arrêté pour meurtre et qu'elle a besoin de son aide,.
Outine informe par courrier Karl Marx le 17 décembre 1876, qui engage un avocat à ses frais pour la défense de Dmitrieff.

### Exil en Sibérie
Il retourne vivre en Russie en 1878 après la scission de l'Internationale.